# Barfüßerkloster Göttingen

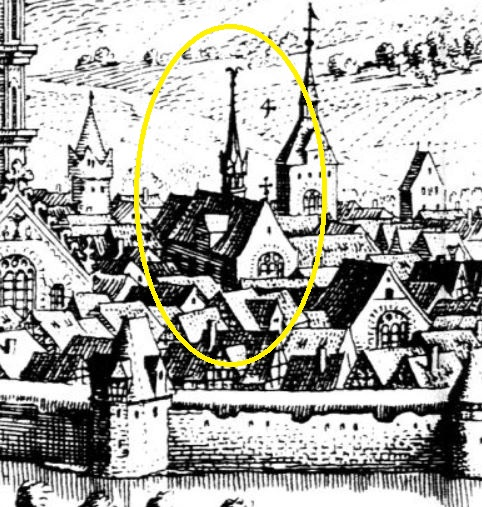
Barfüßerkirche Göttingen von Nordwesten, Ausschnitt aus der Stadtansicht von Merian, 1641

Das Barfüßerkloster Göttingen (auch Franziskanerkloster Göttingen) war ein im 13. Jahrhundert in Göttingen in Niedersachsen gegründetes Kloster, dessen Gebäude an der Stelle des heutigen Wilhelmsplatzes in den 1820er-Jahren abgerissen wurden.

## Geschichte des Ordens in Göttingen

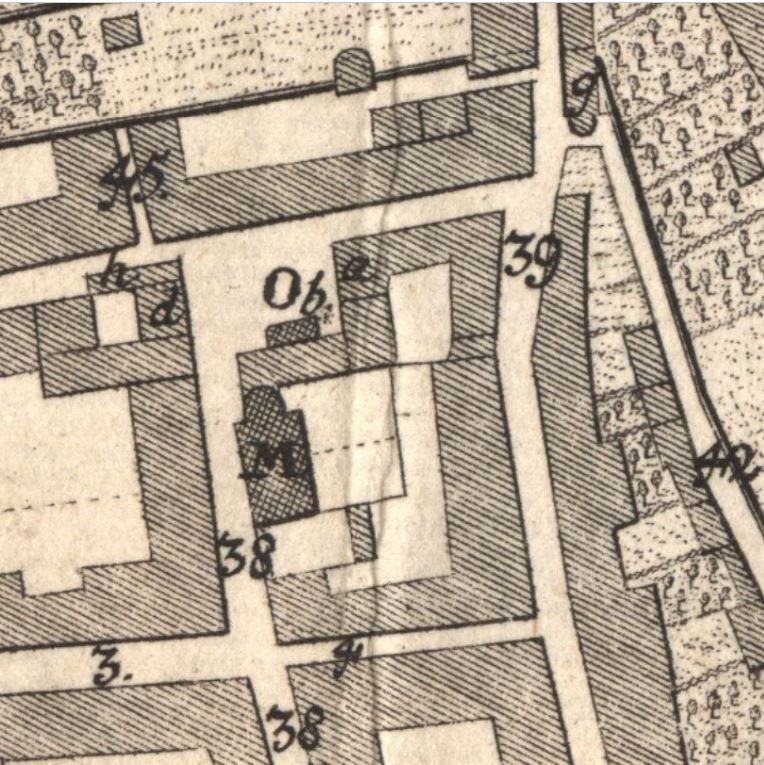
Das ehemalige Barfüßerkloster im Ausschnitt des Göttingen-Stadtplans von Georg Daniel Heumann (1747): M = „die Baarfüßer Kirche und jeziges Zeug Hauß“, a = „Stadt=Schule“, b = „Haubt=Wache“, 38 = „die Paarfüßer Straße“, 39 = „die Rothe Straße“. - Norden ist links.

Die Brüder des 1210 gegründeten Franziskanerordens, der zu den „Barfüßerorden“ (Discalceaten) gerechnet wird, ließen sich zwischen 1246 und 1268 in Göttingen nieder, wohl aufgrund einer herzoglichen Stiftung. Die Urkundenüberlieferung zum Göttinger Barfüßerkloster setzt erst 1308 ein.
Der Konvent gehörte zur Kölnischen Franziskanerprovinz (Colonia), ab 1462 – nach Reformsteitigkeiten mit der Stadt – zur Sächsischen Franziskanerprovinz (Saxonia). Nach weiteren mehrjährigen Auseinandersetzungen mit dem Stadtrat und der Bevölkerung im Zuge der Reformation mussten die Franziskaner 1533 ihr Kloster aufgeben und Göttingen nach rund 270 Jahren verlassen, ein Schicksal, das zugleich auch die Göttinger Dominikaner (Paulinerkloster) traf. Ein 1628 unternommener Versuch zur dauerhaften Rückkehr der Barfüßermönche scheiterte 1632, als Göttingen wieder von protestantischen Truppen eingenommen wurde.

## Lage der Klostergebäude und -kirche
Das Barfüßerkloster befand sich einst in der Göttinger Innenstadt in der Nähe der östlichen Stadtmauer, an der Stelle des heutigen Wilhelmsplatzes. Die Kirche lag mit ihrer Nordseite direkt an der heutigen Barfüßerstraße, die seit dem Spätmittelalter entsprechend hieß und bei der offiziellen Straßenbenennung 1864 in der heutigen Form benannt wurde. Näherte man sich auf dieser Straße dem Kloster von der heutigen Jüdenstraße kommend, öffnete sich auf der rechten Seite ein kleiner Vorplatz, der den Blick auf die Westfassade der Kirche freigab. Der sich hinter dieser Fassade in die Länge erstreckende Sakralbau endete mit seinem Kirchenchor etwa dort, wo sich heute die Mittelachse des Aulagebäudes befindet. Dahinter schloss sich der Friedhof an, der bis zur Burgstraße reichte. Südlich der Kirche befanden sich die Klausurbauten und weitere Nebengebäude, die zum Teil direkt an die enge Wohnhausbebauung der heutigen Roten Straße stießen.

## Baugeschichte und Beschreibung der Klosterkirche
Nach der Klostergründung Mitte des 13. Jahrhunderts müssen rund ein halbes Jahrhundert lang zunächst provisorische Bauten bestanden haben. Doch 1306 dürfte eine Kirche, oder zumindest ein Kirchenchor, weitgehend fertiggestellt gewesen sein, was durch die Bestattung von Bruno, einen früh verstorbenen Sohn Herzog Albrechts II., in der Barfüßerkirche naheliegt.

Vom Aussehen der Barfüßerkirche gibt es nur ungenaue und indirekte Überlieferungen: Auf den Merian-Stadtansichten von 1641 und 1654 fiel der für Bettelordenskirchen typisch turmlose, aber mit einem Dachreiter versehene, hohe Kirchenbau noch über hundert Jahre nach der Klosterauflösung markant auf. Relativ aussagekräftig zur Architektur sind im Niedersächsischen Landesarchiv Hannover erhaltene Bauaufnahmen der Jahre 1733/1734. Demnach war die die 1822–1824 abgebrochene Kirche eine Halle, die sich nach Osten in einen Langchor öffnete. Man betrat die Kirche durch das Hauptportal im Westen unter einem großen Maßwerkfenster. Die sieben Joche lange Kirchenhalle war rund 27 m lang, drei weitere Joche und ein 5/8-Schluss bildeten den Betraum der Mönche, der noch einmal rund 20 m lang war. Eigentümlich waren die zwischen den eingezogenen Wandpfeilern entstandenen Kapellennischen, die das Langhaus der so gebildeten Wandpfeilerhalle seitlich um jeweils etwa 1,70 m aufweiteten. Die Scheitelhöhe der Kreuzrippengewölbe betrug etwa 16,90 m. Die Wandpfeilerhalle wird von dem Bauhistoriker Urs Boeck als zweiter Bauabschnitt der mittelalterlichen Barfüßerkirche gedeutet, der erst nach dem älteren Chor von 1306 entstanden war; er ordnet sie als Besonderheit und „frühes Beispiel in der niederdeutschen Entwicklung der Kirchenbaukunst nach 1400“ ein.

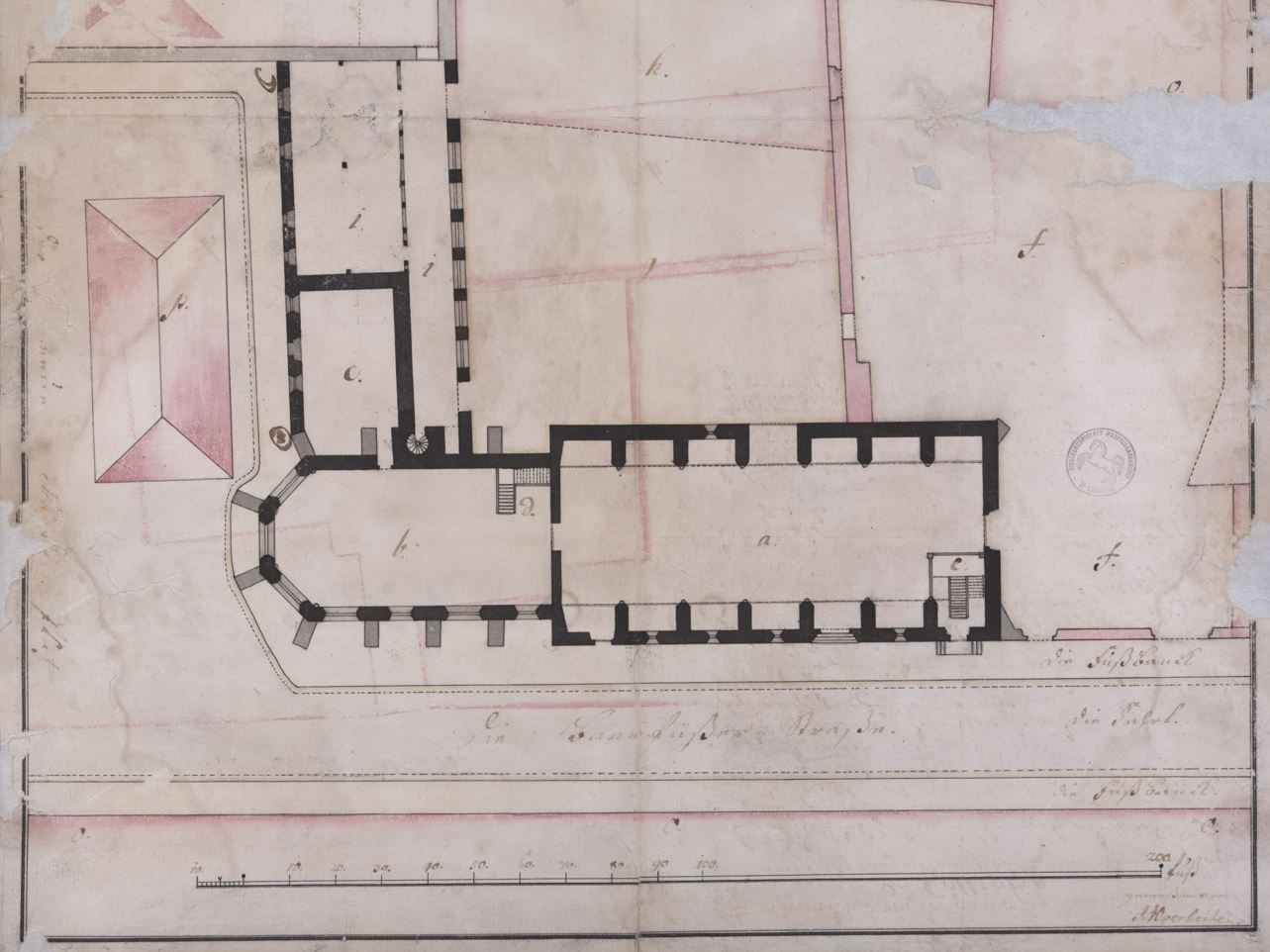
Grundriss der Barfüßerkirche, Bauaufnahme von Johann Anthon Overheide, 1733/34 (Niedersächsisches Landesarchiv Hannover, Signatur: NLA HA, Kartensammlung, Nr. 23 d Göttingen 22 pm, Ausschnitt) – Norden ist unten.
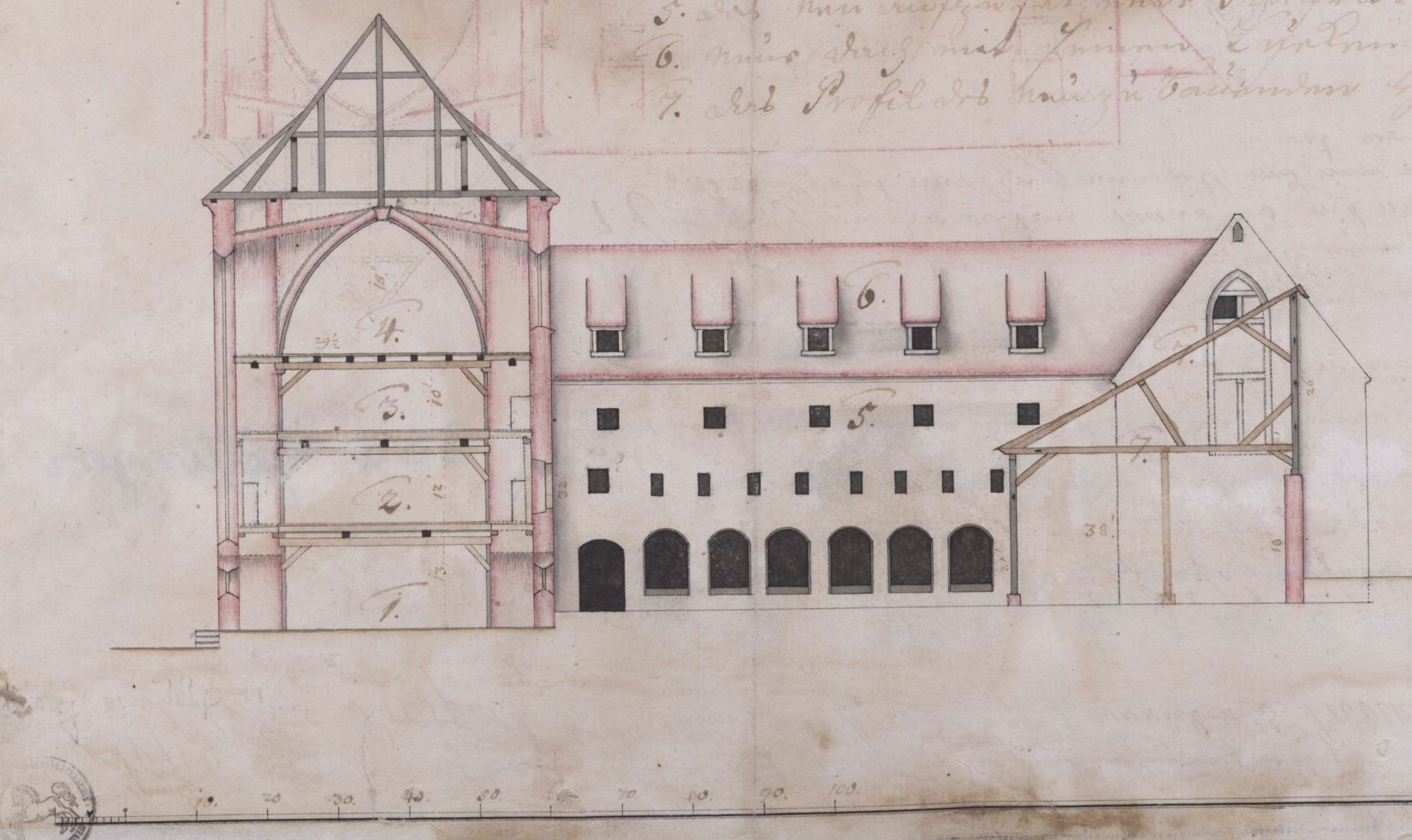
Querschnitt durch die Barfüßerkirche und das Kloster, Bauaufnahme von Johann Anthon Overheide, 1733/34 (Niedersächsisches Landesarchiv Hannover, Signatur: NLA HA, Kartensammlung, Nr. 23 d Göttingen 19 pm, Ausschnitt)

## Ausstattung, Barfüßeraltar

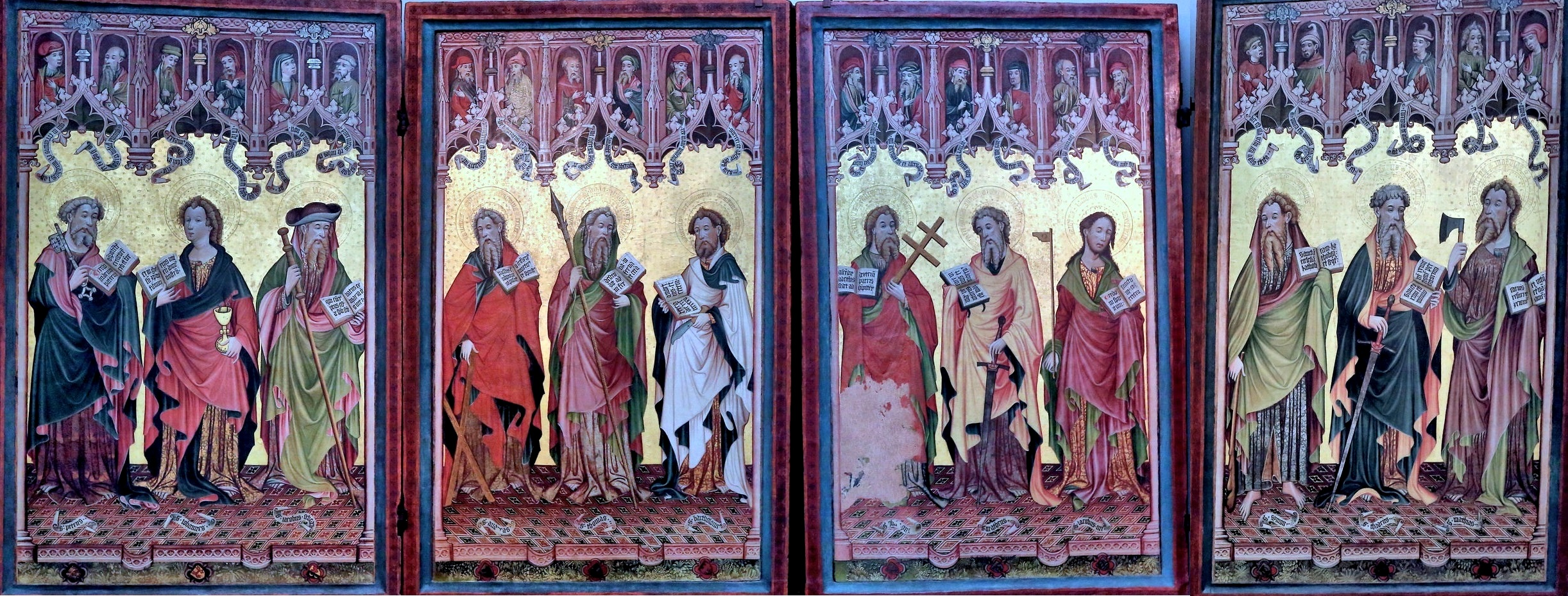
Göttinger Barfüßeraltar von 1424, mittlerer Zustand (Landesmuseum Hannover)

Von der Innenausstattung der Barfüßerkirche ist wenig bekannt. Der Lettner war schon 1530 beschädigt (zerstört?) worden, als lutherische Bürger in die Kirche eindrangen; das hölzerne Gestühl der Kirche und der Predigtstuhl wurden nach der Klosterauflösung 1542 durch Ratsbeauftragte entfernt.
Überliefert ist die Kenntnis von sieben Grabsteinen des 14. bis 16. Jahrhunderts in der Kirche sowie von einer „mit Zierrathen versehene Nische“; in ihr befand sich das Grabmal der 1390 verstorbenen Herzogin Elisabeth von Hessen, der Gemahlin von Herzog Ernst I. von Braunschweig-Lüneburg-Göttingen.
Berühmtes Prachtstück der Innenausstattung der Klosterkirche war das 1424 für den Hochaltar geschaffene Altarretabel, der sogenannte „Barfüßeraltar“, der nach der Aufgabe des Klosters 1542 abgeräumt wurde und „etliche Jahre später“ in die Göttinger Nikolaikirche gelangte. Das monumentale Kunstwerk ist mit einer Breite von 7,87 Meter und Höhe von 3,06 Metern der größte erhaltene gotische Altar Niedersachsens und befindet sich heute im Niedersächsischen Landesmuseum in Hannover.  (→ Eigener Artikel)

## Klausur- und Klostergebäude
Die Klausur- und Klostergebäude befanden sind südlich und südöstlich der Kirche im Stadtquartier, das heute im Osten bis an die Burgstraße und im Süden bis an die Rote Straße reicht. Ihre Baugeschichte ist nur schwer und indirekt aus Verzeichnissen von 1533 und Bauaufnahmen der 1730er Jahre zu erschließen. Die Einrichtungsgegenstände zur Zeit der Klosteraufhebung in den 1530er Jahren sind aus Inventarlisten bekannt. So dokumentiert das Inventar der Bibliothek mit seinen rund 450 Bänden eine der größten Bettelordensbibliotheken des norddeutschen Raums.
Im Keller eines Gebäudes an der Burgstraße die erhaltene, gewölbte Kloake eines klösterlichen Nebengebäudes zutage, deren archäologische Untersuchung 1987 durch den Stadtarchäologen Sven Schütte reiche Funde zur klösterlichen Alltagskultur ergab. Auch im Bereich des heutigen Wilhelmsplatzes werden bei Bauarbeiten immer wieder archäologische Reste des Barfüßerklosters gefunden.

## Umnutzung, Abbruch und Entstehung des Wilhelmsplatzes
Im Zusammenhang mit der kommenden Auflösung des Barfüßerklosters wurde bereits Anfang des Jahres 1530 ein Inventar der Besitztümer aufgenommen, um deren Überführung in städtisches Eigentum vorzubereiten. Die Stadt übernahm die Klostergebäude, um die Klausurgebäude zur Schule umzubauen; die Kirche wurde zum Zeughaus und erhielt dazu eingezogene Zwischenböden. Dass die Kirche dabei radikal ausgeräumt wurde, belegt die Tatsache, dass 1533 Grabmäler als Baumaterial für die Neubefestigung des Stadtwalls Verwendung fanden. Der Lettner wurde schon 1530 zerstört und die Sakristei verwüstet. 1542 muss das ehemalige Barfüßerkloster bis auf die Bibliothek vollständig leergeräumt gewesen sein. Im Dreißigjährigen Krieg wurde die ehemalige Kirche nochmals verwüstet und als Stall genutzt. 1781 und 1783 nutzten Karl Friedrich Abt und seine wandernde Schauspieltruppe den zum Zeughaus umgenutzten Kirchenbau als Theater, wofür sie im Ostteil ihre Bühne aufschlugen.

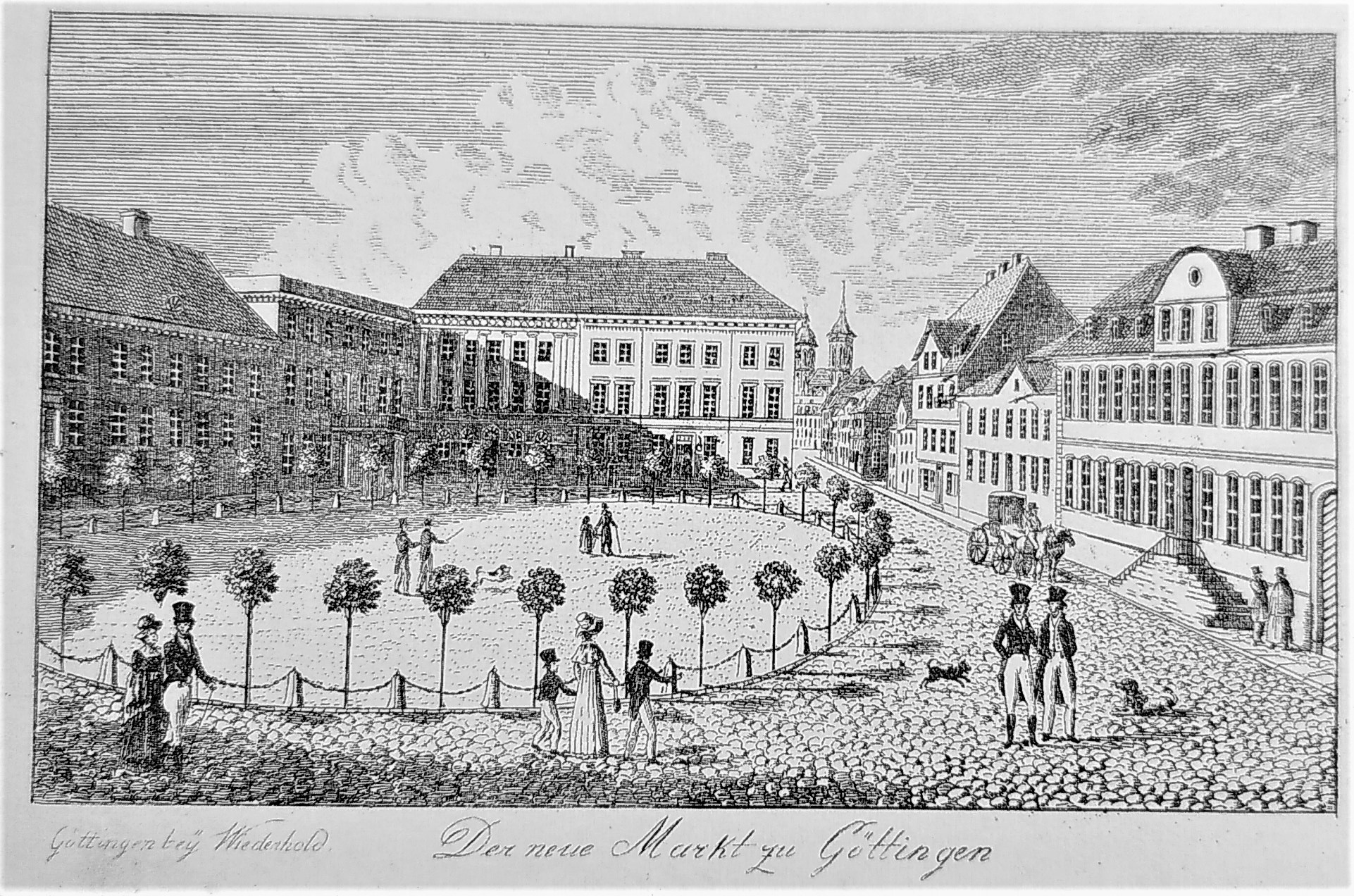
Blick von Osten auf den neugestalteten Neuen Markt (heute Wilhelmsplatz), nach Abbruch des Barfüßerklosters. Kupferstich von Friedrich Besemann aus der Zeit zwischen 1830 und 1835.

Im frühen 19. Jahrhundert waren die ehemaligen Klostergebäude baufällig und nutzlos geworden und die Stadt verkaufte 1822 den zu dieser Zeit über 500 Jahre alten Kirchenbau an den Bauunternehmer Christian Rohns auf Abbruch. Die Abbruchsteine verwendete Rohns angeblich zum Bau des neuen Amt- und Gefangenhauses der Stadt. Auch sollen Steine bei Neubauten am Wilhelmsplatz wiederverwendet worden sein. Vor dem Abbruch der ehemaligen Kirche gab es 1820 eine Untersuchung zu den darin eventuell noch „vorhandenen Denk- und Grabmälern oder sonstiger zu den eigentlichen Baumaterialien nicht gehörigen Denkwürdigkeiten“, die Georg Heinrich Wilhelm Blumenbach 1822 veröffentlichte. Ihm ist auch die Erhaltung des einzigen Grabsteins aus der ehemaligen Barfüßerkirche zu verdanken. Es ist das Grabmal des jungen, 1306 verstorbenen Herzogssohns Bruno von Braunschweig-Lüneburg, das 1821 geborgen und vom Hofmarschallamt nach Hannover in die königliche Schlosskirche transportiert wurde; es befindet sich heute im Welfenmausoleum in Hannover-Herrenhausen.
Von den kunstvoll gestalteten Bauteilen der Barfüßerkirche ist heute lediglich ein Schlussstein des Gewölbes erhalten, der im Städtischen Museum aufbewahrt wird. Weitere Überreste (Bodenfliesen, Glasmalereireste, Lederarbeiten, Bestattungen auf dem Klosterfriedhof usw.) sind im 20. Jahrhundert archäologisch ergraben worden.
Das bis 1824 abgeräumte Areal des ehemaligen Barfüßerklosters bildete den erweiterten Neuen Markt, der im Anschluss an die Bebauung mit der Aula der Georg-August-Universität zum Universitätsjubiläum 1837 nach dem Stifter der Aula bis heute gültig in Wilhelmsplatz umbenannt und mit dem Denkmal für Wilhelm IV. besetzt wurde.